# Freddy Krueger Freestyle
Freddy Krueger Freestyle è un singolo discografico del rapper italiano Capo Plaza, pubblicato il 29 settembre 2023.

## Video musicale
Il videoclip ufficiale, diretto da Late Milk, è stato reso disponibile in concomitanza con il lancio del singolo attraverso il canale YouTube del rapper.

## Tracce
1. Freddy Krueger Freestyle – 1:40 (Capo Plaza)

## Classifiche
| Classifica (2023) | Posizione massima |
| ----------------- | ----------------- |
| Italia            | 25                |